# Улица Лаборатоориуми
Улица Лаборато́ориуми (эст. Laboratooriumi tänav — букв. «Лабораторная улица») — улица в историческом районе Старый город Таллина (Эстония), идёт от улицы Лай вдоль крепостной стены до улицы Айда, за которой переходит в улицу Кооли.
Протяжённость улицы — 276 метров.

## История
Название этой улицы, как и соседних — Кооли и Гюмнаазиуми, связано с располагавшейся поблизости школой, ныне — гимназией Густава Адольфа. На русских картах указывалась как Лабораторная  ул., в русских источниках 1873 года — Стенная ул., 1890 года — Бастионная ул., 1907 и 1916 года — Лабораторная ул.

## Застройка улицы
- Дом 22 — Украинская греко-католическая церковь[4];
- дом 27 — башня Кёйсмяэ;
- дом 29 — башня Плате;
- дом 33 — башня Грузбекетагуне.

## Улица в кинематографе
Стоя на этой улице капитан Пауль Кригер (Олег Даль) рассказывает о виднеющейся в отдалении церкви Олевисте в 4-й серии фильма «Вариант Омега».